# Кока-де-Альба
Кока-де-Альба (ісп. Coca de Alba) — муніципалітет в Іспанії, у складі автономної спільноти Кастилія-і-Леон, у провінції Саламанка. Населення — 119 осіб (2010).
Муніципалітет розташований на відстані близько 150 км на захід від Мадрида, 27 км на схід від Саламанки.

## Демографія
Динаміка населення (INE ):

## Зовнішні посилання
- Провінційна рада Саламанки: індекс муніципалітетів [Архівовано 23 Квітня 2009 у Wayback Machine.]
- Посилання на Google Maps